# Zwergsperber
Der Zwergsperber (Tachyspiza minulla, Syn.: Accipiter minullus) ist ein Greifvogel, der in Subsahara-Afrika vorkommt und eher versteckt lebt.
Die Art wurde mitunter als konspezifisch mit dem Waldsperber (Tachyspiza erythropus) angesehen.
Der Lebensraum umfasst offene baum- und Dornengewächs-bestandene Lebensräume, Savannen, Waldränder, gerne entlang von Tälern und Flüssen, auch Plantagen bis 1800, gelegentlich bis 3000 m Höhe.

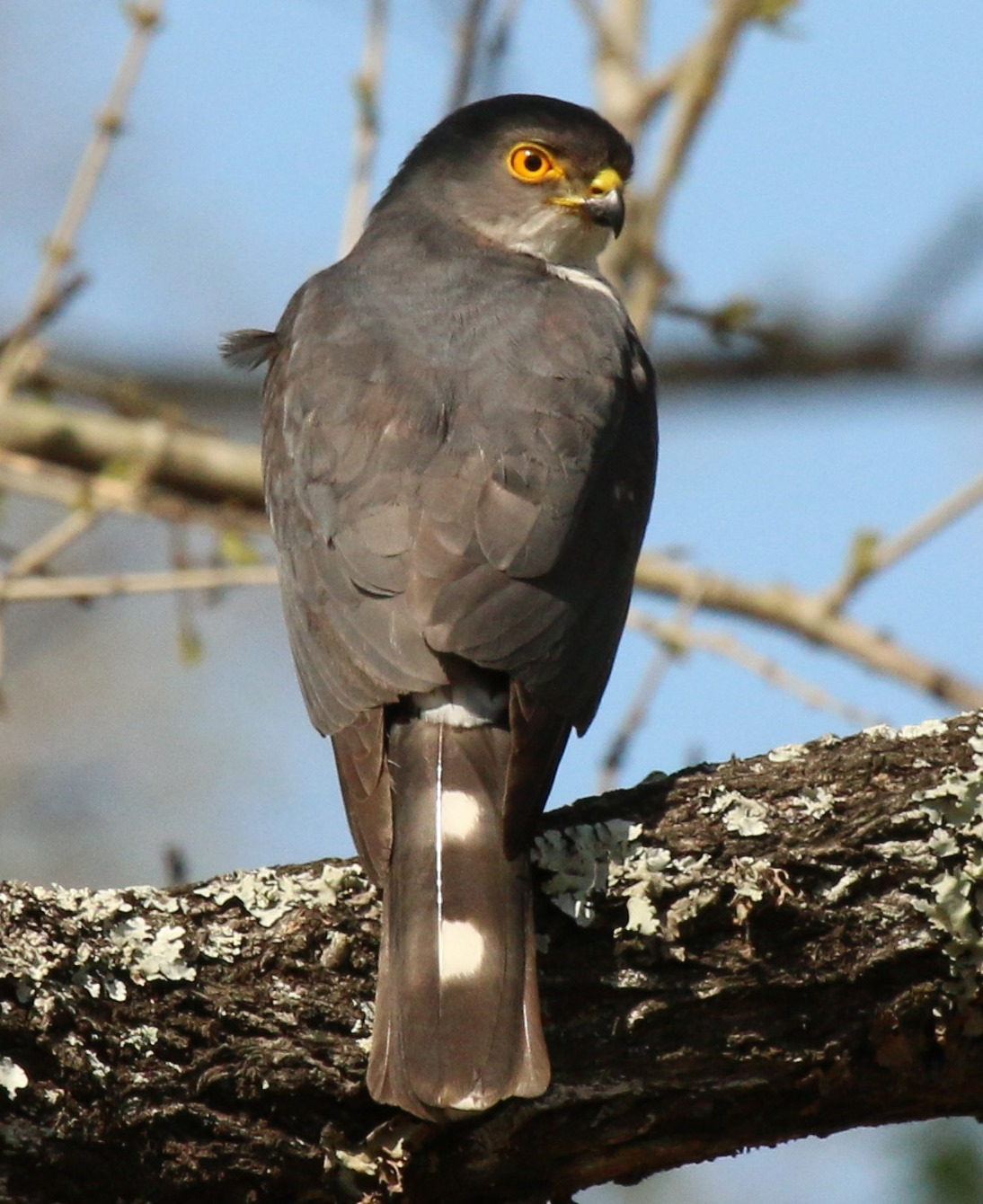
Ansicht von dorsal

Der Artzusatz kommt von lateinisch minulus ‚sehr klein‘.

## Merkmale
Dieser Vogel ist 20 bis 28 cm groß, das Männchen wiegt zwischen 74 und 85, das größere Weibchen zwischen 68 und 120 g, die Flügelspannweite beträgt 39 bis 52 cm. Somit ist dies der kleinste Sperber im Verbreitungsgebiet, kompakt und geschickt im Fluge.
Die Oberseite ist schiefergrau mit weißem Rumpf und zwei blass weißen Flecken auf dem schwarzen Schwanz, grauer Kopf und Wangen sind abgesetzt von der weißen Kehle, die blassgraue Brust ist fein rotbraun oder grau gebändert, die Flanken sind leicht rotbraun. Die übrige Unterseite ist fein braun gebändert, die Augen sind orange bis gelb, Wachshaut und Beine sind gelb. Die Iris ist orange-gelb.
Die Art ist dem Waldsperber (Tachyspiza erythropus) ziemlich ähnlich, der aber etwas größer ist, mehr Rotbraun aufweist und keine Querbänderung auf der Unterseite zeigt. Der Vogel erinnert auch an den Afrikahabicht (Aerospiza tachiro), ist aber viel kleiner und hat weißen Rumpf und eine gelbe, nicht graue Wachshaut. Vom Schikrasperber (Tachyspiza badia) unterscheiden ihn der weiße Rumpf und die zwei weißen Flecken mittig auf der Schwanzoberseite.
Jungvögel sind braun auf der Oberseite mit dunklem Rumpf, haben weiße Schwanzflecken, auf der Unterseite ausgedehnte braune Flecken, besonders auf der Brust. Gegenüber dem juvenilen Afrikahabicht unterscheiden sie sich durch die geringere Größe, den fehlenden Überaugenstreif und den dunklen Streifen auf der Kehle.

## Geografische Variation
Die Art wird von einigen Autoritäten als monotypisch angesehen.  Die IOC unterscheidet dagegen folgende Unterarten:
- T. m. tropicalis Reichenow, 1898, – Küste von Südsomalia bis Ostmosambik, etwas blasser gefiedert[1]
- T. m. minullus (Daudin, 1800), Nominatform, – Äthiopien bis Angola und Südafrika, enthält die vorgeschlagene Unterart (Ssp.) Tachyspiza infrequens[1]

## Stimme
Der Ruf wird als voluminös klingende Serie von 8–10 „tiu-tiu tiu“-Lauten beschrieben, als hochtoniges „tu-tu-tu-tu“ während der Brutzeit, das Weibchen antwortet mit „kew-kew-kew“. Der Trauerdrongo (Dicrurus adsimilis) ahmt den Ruf gerne nach.

## Lebensweise
Die Nahrung besteht hauptsächlich aus kleinen Vögeln bis 40, selten bis 80 g, auch kleinen Säugetieren, Reptilien, Froschlurchen und großen Insekten, auch Haushühner, die als Lauerjäger von einem Ansitz aus meist beim Auffliegen ergriffen werden. Die Art verfolgt Beutetiere auch auf dem Boden laufend.
Die Brutzeit liegt zwischen März und Juni in Äthiopien, zwischen März und Mai und Oktober bis Januar in Kenia, zwischen August und Dezember in Sambia und Südafrika. Das Nest wird als Plattform aus Zweigen in einer Astgabel großer Bäume 5 bis 25 m über dem Erdboden errichtet, mitunter werden von anderen Arten verlassene Nester genutzt. Das Gelege besteht aus meist zwei (1 – 3) einfarbig weißen Eiern, die über 31 Tage ausgebrütet werden.

## Gefährdungssituation
Die Art gilt als nicht gefährdet (Least Concern).